# Пнево-Черухи
Пнево-Черухи (пол. Pniewo-Czeruchy) — село в Польщі, у гміні Реґімін Цехановського повіту Мазовецького воєводства.
Населення — 201 особа (2011).
У 1975-1998 роках село належало до Цехановського воєводства.

## Демографія
Демографічна структура станом на 31 березня 2011 року:
|          | Загалом | Допрацездатний вік | Працездатний вік | Постпрацездатний вік |
| -------- | ------- | ------------------ | ---------------- | -------------------- |
| Чоловіки | 93      | 22                 | 64               | 7                    |
| Жінки    | 108     | 25                 | 60               | 23                   |
| Разом    | 201     | 47                 | 124              | 30                   |